# روبرت كاربنتر
روبرت كاربنتر هو سياسي أمريكي، ولد في 28 يوليو 1909، وتوفي في 25 أغسطس 1979 في تيفين في الولايات المتحدة. نشط حزبياً في الحزب الجمهوري. وقد انتخب عضو مجلس نواب أوهايو ‏.